# Companyia de Jesús de Catalunya
La Companyia de Jesús de Catalunya és la secció de la Companyia de Jesús a Catalunya. Està formada per uns 200 jesuïtes, amb vint-i-dues comunitats a Badalona, Barcelona, Cornellà de Llobregat, Esplugues de Llobregat, Girona, L'Hospitalet de Llobregat, Lleida, Manresa, Raimat, Roquetes, Sant Cugat del Vallès i Tarragona.
El 1991 obtingué la Creu de Sant Jordi de la Generalitat de Catalunya.

## Ensenyament
La Companyia de Jesús manté una xarxa de centres educatius d'ensenyament primari i secundari a Catalunya, organitzats actualment en una fundació:
- Col·legi Casp-Sagrat Cor de Jesús (Jesuïtes de Casp)
- Col·legi Sant Ignasi-Sarrià (Jesuïtes de Sarrià)
- Col·legi Claver de Raimat (Jesuïtes de Lleida)
- Col·legi Sant Pere Claver del Poble Sec (Jesuïtes del Poble Sec)
- Col·legi Kostka, de la Salut (Jesuïtes de Gràcia)
- Centre d'Estudis Joan XXIII (Jesuïtes de Bellvitge)
- Escola Tècnica Professional del Clot (Jesuïtes del Clot)
- Escola Infant Jesús (Jesuïtes de Sant Gervasi)

Participa igualment en diversos centres d'ensenyament superior, integrats en la Universitat Ramon Llull
- ESADE
- Institut Químic de Sarrià
- Institut de Teologia Fonamental[2]

## Centres d'espiritualitat i estudi
Diferents entitats dedicades a la reflexió i a l'estudi arrelades a Catalunya depenen directament de la comunitat jesuïta:
- Centre d'Espiritualitat de la Cova de Sant Ignasi (Cova de Sant Ignasi, Manresa)[3]
- Biblioteca Borja (Sant Cugat del Vallès)[4]
- Centre Borja (Sant Cugat del Vallès)
- Centre d'estudis Cristianisme i Justícia - Fundació Lluís Espinal (Barcelona)
- Casal Loiola (Barcelona)[5]
- Fundació Balmesiana (Barcelona)

## Entitats socials
Entre les entitats socials en què participen o que depenen dels jesuïtes catalans, destaquen:
- Arrels Fundació
- Migra Studium[6]
- Fundació La Vinya[7]
- Entrecultures Barcelona[8]
- Intermón Oxfam (parcialment)